# 賴赫賴赫
賴赫賴赫，是台灣卑南族知本部落鹿發鳥氏族（Rovaniao，知本部落中第三大氏族）傳說中的始祖，帶領族人從原本的部落遷出、創建了鹿發鳥氏族，但因為對其祖父的不敬而讓族人面臨災禍，最後頭目職位被外來的族人給搶走。

## 傳說

### 遷村與棄祖
賴赫賴赫來自魯凱族Dedel部落（位於今屏東縣霧台鄉）轄下的一個叫Maredep的村落中，是當地Piaover氏族的領袖，後來因為不明的原因，他帶著自己的氏族成員從部落中遷出，移往往太麻里鄉南方的龍鑾社（Longduan，排灣族）地區附近，當時他還很年輕、才剛繼承氏族沒多久。而在遷村的過程中，由於他的祖父在當時已經相當老了，不僅身上發霉、還幾乎無法自己移動，需要由賴赫賴赫揹著他走，為此賴赫賴赫感到很厭煩，最後在遷村的過程中，找了一個樹洞將祖父留在那裡、任其自生自滅。

### 報應與失職
後來，他們雖然順利遷到龍鑾地區並建立了新部落，卻開始噩運連連，不僅發生了大規模傳染病、生下來的小孩還都是唇顎裂、畸形或是聾子，大家都認為這是賴赫賴赫拋棄自己祖父的報應。後來有個來自南王部落巴沙拉阿特（Pasara'at，傳說中竹笙始祖的直系後代）氏族的男性索麻料（Somaliao）和他來自知本部落的妻子芭隆旁（Parongpomg）來訪部落，表面上要進行一次友好的訪問，事實上打著搶奪這個部落統治權的野心，他們故意在還沒進入部落前就讓其他人通知自己來訪的消息，讓賴赫賴赫提早出來迎接，並且在還沒進入部落前就把他們頭上的布拿下來並幫牠們抓蝨子（疑似一種禮儀），夫妻倆藉此斥責賴赫賴赫對自己不敬，並且要求賠償，當時在部落噩運連連的情況下，賴赫賴赫已經沒有可以作為賠償的東西了，就把頭目的位子讓給了索麻料；另外也有說法認為，鹿發鳥氏族是因為沒有祭司，所以從南王部落請來最懂祭祀的巴沙拉阿特氏族成員作為領袖。

## 祖先
根據賴赫賴赫的傳說來看，鹿發鳥氏族的祖先很有可能是卑南化的西魯凱族族人。